# 辛普森一家
是马特·格勒宁为美国福斯广播公司创作的一部成人动画情景喜剧。该剧透过展现霍默、玛琦、巴特、莉萨和玛吉一家五口的日常生活，讽刺性地描绘了美国中产阶级的生活方式。空间设定于虚构小镇春田镇的《辛普森一家》，幽默地嘲讽了美国文化、社会、电视节目和人生百态。
为了给制片人詹姆斯·L·布鲁克斯制作一部动画短剧，马特·格勒宁构思出了辛普森一家人的形象。格勒宁用自己家族成员的名字逐一地给他们命名，而自己的名字则用“巴特”替代。1987年4月19日短剧成为了《特蕾西·厄尔曼秀》的一部分。在播映三季后，《辛普森一家》得以转正进入半小时的黄金时段，并成为了福克斯在早期达成的成功之一。
自1989年12月17日在螢幕上的首次亮相开始，《辛普森一家》至今已播出36季，共781集。2007年5月20日播出的第十八季末集，是本劇的第400集；同时，2007年亦是该剧播出的20周年纪念。于2007年7月26日和7月27日在全球上映的《辛普森一家大电影》，至今已获得约5.253亿美元的票房收入。第二十四季已于2012年9月30日开始播出； 2012年2月19日播出的第二十三季第14集，是这部动画的第500集。 2021年3月3日，该剧宣布将续订第33季和第34季，第三十四季于2022年9月25日首播。即将到来的第 34 季结局将作为第 750 集。2023年1月26日，该剧续订了第35季和第36季。届时《辛普森一家》将通过这个扩展通过令人瞠目结舌的 800 集里程碑。
从作为一部电视剧製播以来，《辛普森一家》赢取了大量的奖项；其中包括35 次艾美奖、34次安妮奖和2次皮博迪奖。1999年12月31日期的《时代》杂志将其评为20世纪最优秀的电视剧作；这一季通常被认为是它的“黄金时代”。自那以后，它一直因质量下降而受到批评。A.V.俱乐部的埃里克·亚当斯将其称为“无论格式如何，电视的最高成就。2000年1月14日，《辛普森一家》的星星被刻在了好莱坞星光大道上。作为美国历史上最长寿的情景喜剧及动画节目，《辛普森一家》对流行文化产生了极大的影响：譬如霍默·辛普森懊恼时的咕哝声“D'oh!”（发音类似于中文的“兜！”）便被英语词典所收录。

## 起源

辛普森全家福，从左往右为：霍默、圣诞老人小助手(狗)、玛琦、莉萨、雪球二世(猫)、玛吉和巴特

马特·格勒宁在詹姆斯·L·布鲁克斯办公室的休息厅中首次构思出了辛普森一家的形象。当时布鲁克斯要求格勒宁构思一出动画短剧，他最初打算推荐自己的《地狱生活》系列。但是，当他意识到推出《地狱生活》会让自己失去该作品的出版权后，他选择了另一条路并自创了一组机能不全家庭的成员来替代。他用自己家族成员的名字逐一给角色命名，并用“巴特”替代了自己的名字。

1987年4月19日，辛普森家族首次以动画短剧的形式出现在《特蕾西·厄尔曼秀》上。格勒宁当时只提交了草稿，并以为在制片过程中会清理掉多余的线条。但是，动画的绘制者仅仅是照着原图重新勾勒了一遍，这让最初几集的短剧显得十分潦草杂乱。
到了1989年，一组由制片公司构成的团队为福克斯广播公司将《辛普森短剧》改编成了半小时长的《辛普森一家》系列剧。这组团队中包括有现在的Klasky Csupo动画工作室。吉姆·布鲁克斯与福克斯电视网在协议中达成了一项条款，要求福克斯不得干预节目的内容。格勒宁说，他创作这出动画的目的是为观众提供“主流垃圾节目”外的另一种选择。该半小时的系列剧启播于1989年12月17日，首集的名字是“Simpsons Roasting on an Open Fire”，是一集圣诞特辑。首先制作的“Some Enchanted Evening”一集因为动画上的问题被延后到了1990年5月才播出。
《辛普森家庭》是福克斯电视网在季度最高評分的30個电视節目中被评出的首個电视系列剧。獲得成功後，福克斯將它放到和国家广播公司的《考斯比一家》同時間播放，一較高下，结果使得《辛普森一家》的收视率下降。1992年，特蕾西·厄尔曼起訴了福克斯，主张当初她的节目是该剧成功的因素之一，因此她应该分享《辛普森一家》的获利——但法庭在最后驳回了她的主张。
《辛普森家庭》從一開始便受到爭議。行为叛逆的故事主角巴特，經常惹是生非卻不受懲罰；这让一些家長和保守人士覺得巴特為孩子們樹立一個壞榜樣。在那个时候，时任美國總統的老布什曾评论道：“我們希望美國家庭強而有力，希望他們能更像沃尔顿一家而不是辛普森一家。”美國的一些公立學校甚至禁止了《辛普森家庭》的商品与T恤，譬如畫有巴特并寫上“Underachiever ('And proud of it, man!')”（我是差生，而且我很自豪！）的T恤。尽管有着这些禁令，但《辛普森一家》的商品卻相當熱賣，僅頭14個月便在全世界獲得20億美元的進賬。

## 制作

### 执行制片
系列剧运作人列表：
- 第1－2季：马特·格勒宁、詹姆斯·L·布鲁克斯和萨姆·西蒙
- 第3－4季：阿尔·让和迈克·赖斯
- 第5－6季：戴维·米尔金
- 第7－8季：比尔·奥克利和乔希·温斯坦
- 第9－12季：迈克·斯库利
- 第13季－至今：阿尔·让

马特·格勒宁与詹姆斯·L·布鲁克斯一直都是《辛普森一家》的执行制片，同时亦担任着节目的创意顾问。前四季的创意总监萨姆·西蒙至今仍被作为该剧名义上的一位执行制片人，但实际上他在1993年后就不再参与《辛普森一家》的制映工作。更能参与到节目制作的职位是运作人，他们不仅发挥着首席编剧的作用，还负责经管一整季的节目制作。

### 编剧

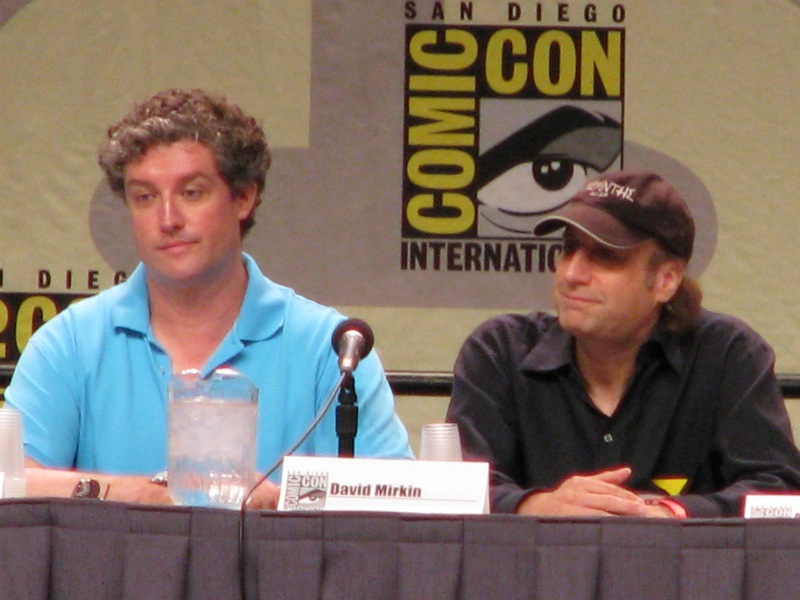
现任执行制片阿尔·让（左）与前任执行制片戴维·米尔金（右），两人从1994年起进入了《辛普森一家》的编剧团队

《辛普森一家》的编剧团队由60名剧作家构成，他们在每年的12月初为节目提供新的创意。每集剧情的主编拟定最初的原稿，然后在集体修订会议中得出最终的剧本：通常进行的修订有增加或减少笑料、插入场景以及与配音演员进行的协调。这些修订会议的主持人为乔治·迈耶，他从第1季便开始参与该剧的制作。据长期编剧乔恩·维蒂透露，即使某集的片尾字幕上写着其他编剧的名字，该集其中最好的几句话一般也是迈耶写的。由于每一集都会花费6个月的制作时间，因此在剧中鲜少有对当时时事的评论。不过，剧中有时候也会提及预定进行的事件，如奥运会或超级碗。
登上60集动画片尾字幕的剧作家约翰·斯沃茨韦尔德是《辛普森一家》制片职员中最高产的编剧。另一位最知名的前任编剧是柯南·奧布萊恩，他在1990年代早期为许多集的动画作出过贡献，直到他取代了大卫·莱特曼成为了谈话节目《深夜秀》的主持人。曾为“Homer Simpson, This Is Your Wife”写作剧本的英国喜剧演员里奇·热尔韦，成为了这部系列中第一位既担任编剧，又在该集中以客串明星形象出现的名人。

### 配音演员

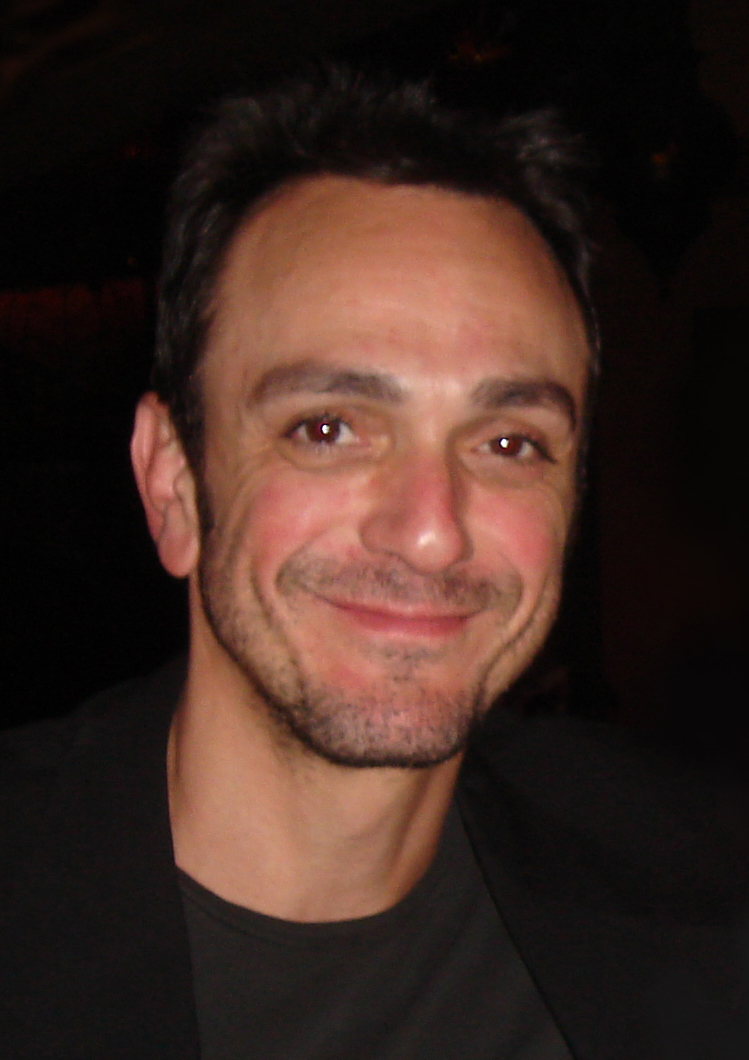
汉克·阿扎里亚从第二季起成为了《辛普森一家》的正式配音演员。

与其他动画节目不同的是，《辛普森一家》在每集的片尾字幕裡都只会列出配音演员的姓名，而不会列出他们配音的角色。在早期的几季时，福克斯与节目的制作成员们都希望保守他们的身份秘密；因此，录音工作的绝大部分都闭门进行，并谢绝发表配音演员的照片。不过，电视网在播放“Old Money”这一集时总算打出了每个演员配音的角色，这是因为制片人认为配音演员们的工作应该被列入片尾字幕中。2003年，《辛普森一家》的配音演员出现在了《明星心语》的一集中，并为他们配音的角色进行现场配音。
《辛普森一家》共有六名主要的配音演员。丹·卡斯泰拉内塔为霍默·辛普森、亚伯拉罕·辛普森、小丑库斯提等成年男性角色配音。朱莉·凯夫纳为玛琦·辛普森、帕蒂和塞尔玛及一些配角配音。南希·卡特赖特为巴特·辛普森与其他的小孩配音。为莉萨·辛普森配音的亚德利·史密斯是唯一一位只为一名固定角色配音的演员：尽管她偶尔会为一些短暂出现的角色配音。有两位男性配音演员并不为辛普森一家人配音，而是为大多数男性市民配音。汉克·阿扎里亚为莫·希斯拉克、维古姆警官和阿普配音，哈里·希勒为伯恩斯先生、史密瑟斯、斯金纳校长、内德·弗兰德与希伯特医生配音。除了哈里·希勒外，其他的每一位主要配音演员都曾获得艾美奖最佳配音表演奖。
除了上述六名主要的配音演员外，还有帕梅拉·海登、特雷斯·麦克尼尔、马西娅·华莱士、玛吉·罗斯韦尔与鲁西·泰勒为诸多配角配音。在1999年到2002年间，玛吉·罗斯韦尔负责的角色曾由马西娅·米茨曼·加文配音。卡尔·维德戈特也曾经为少量角色配过音，不过他从来没有给任何长期角色配过音。曾多次以“特邀明星”方式出现的配音演员有艾伯特·布鲁克斯、菲尔·哈特曼、乔恩·洛维茨、乔·曼泰尼亚和凯尔西·格拉默。
《辛普森一家》的客串配音演员往往来自各种各样的职业领域：包括演员、运动员、作家、法官、音乐人和科学家。在早期的几季中，客串演员大多为某些角色配音，但到了后来基本上都为自己的动画形象配音。托尼·贝内特是第一位在剧中以本人形象出现的客串明星：他曾在第二季的“Dancin' Homer”一集中短暂出现过。《辛普森一家》保持了“出现客串明星次数最多之电视剧”的世界纪录。
主要的配音演员们与福克斯曾有几次被卷入过度宣扬的薪酬争议中。在1998年，他们以罢工作威胁，要求二十世纪福克斯将他们的薪酬从每集30,000美元增加到每集125,000美元。系列剧的创造人格勒宁支持了这些演员的这次行动。后来，节目的收入随着联合播出与DVD的销售又有了进一步增长，于是，主要配音演员们在2004年4月再度罢工。在与福克斯的一场不成功的谈判中，演员们要求涨薪到每集360,000美元，即每季22集共八百万美元；而《辛普森一家》的制作也由于该次谈判停滞了几个星期。直至2004年5月2日，演员们与福克斯终达成协议。
《辛普森一家》还曾被配音为其他的一些语言，其中包括日语、德语、西班牙语和葡萄牙语、中文。另外，法语和魁北克法语也有部分配音版本。《辛普森一家》曾用阿拉伯语播放过，但由于伊斯兰教的习俗，节目中的多数内容被修改了。例如，在阿拉伯语版中霍默喝的是碳酸饮料而不是啤酒，吃的是埃及牛肉肠而不是热狗。由于这些变动，阿拉伯版《辛普森一家》的播放，对该地区的一些早期辛普森爱好者们产生了负面影响。台灣的中文配音版(2014年)中，加入一些新聞實事與人物，以及摻入台語，播出後得到一些正面回饋，但也有喜愛原版的觀眾對於台版的負面批評，其中台版的荷馬·辛普森風格似與原版稍嫌不同。
2020年6月26日，制作人宣布《辛普森一家》中非白人角色将不再由白人配音。

### 动画製作
参与制作的国际动画工作室：
AKOM
- 独立制作了系列的前两季。
- 自系列开播后便一直参与动画制作。

Anivision
- 参与了第3至10季的动画制作。

Rough Draft Studios
- 参与了第四季以后的动画制作。

美国动画公司
- 与Anivision一同制作了“Radioactive Man”一集。
- 制作了“The Simpsons 138th Episode Spectacular”。

Toonzone Entertainment
- 制作了“The Fat and the Furriest”与“She Used to Be My Girl”。

《辛普森一家》曾由多个美国及国际性的工作室参与动画制作。从《特蕾西·厄尔曼秀》的短剧开始，动画的制片就主要由Klasky Csupo完成。随着系列的开播，由于工作量的增加，福布斯将制作外包给了位于韩国的几家国际工作室。美国本土的动画工作室Film Roman，负责设计新的角色、背景与道具的设计，负责绘制分镜、角色与背景构图；随后再转交给Gracie Films制作动态分镜交由编剧修订；编剧完成修改后，制作工作便会转交给海外的工作室来完成。海外工作室随即会绘制内插图、进行描线和上色，然后将动画录制成带送回美国，在三到四个月后由福克斯播出。
《辛普森一家》前三季在美国的制片工作由Kalsky Csupo完成。1992年，节目的制作公司Gracie Films将美国国内的制片工作转交给了Film Roman，后者在此后（至2025年）便一直都负责该节目的制作。
从第十四季开始，节目的制作流程从传统的赛璐珞动画转变成了数码描线和上色。正式使用数码色彩上色的第一集动画是1995年的“Radioactive Man”。动画师在第十二季的“Tennis the Menace”中曾使用过数字色彩，但Gracie Films拒绝将该技术正式应用于该节目的制作，直到继续制播两季之后才予以接受。不过，已经制作完成了的“Tennis the Menace”仍得以在电视网上播放。

## 角色

《辛普森一家》运动会中，二级与三级角色的庞大阵容

辛普森一家是居住在美国“心脏地带”類型的小镇春田镇的一个典型家庭。家中的父亲霍默担任着春田镇核电站的安全检查员——这个职位与他粗心、弄臣式的个性显得很不相称。他的妻子玛琦·辛普森，是一位典型的美国式主妇和母亲。他们有着三个孩子：十岁的大儿子巴特是一个麻烦制造者；八岁早熟的女儿莉萨是一位积极行动主义者；小女儿玛吉是一个几乎不会说话，只能用吸橡皮奶嘴进行交流的婴儿。这家人养有一条名叫圣诞老人小助手的狗，以及一只名叫雪球二世的猫。两只宠物都曾在几集动画中充当中心角色。尽管度过了许多次节日或生日这样的年度重要事件，辛普森一家人都没有因为真实岁月的流逝而逐渐老去，其面貌与他们在1980年代末露面时并无二样。
《辛普森一家》有许多怪僻的次要角色：同事、老师、亲朋好友、地方名人。格勒宁起初只是打算让这些角色出现一次，让他们充当笑料制造者，或用来填补小镇需要的一些功能。不过，大部分的这些角色后来都被保留了下来，其形象也得到扩充，甚至不少角色在后来还成为了几集动画的中心人物。据马特·格勒宁所说，动画采用喜剧节目《第二城市电视台》（SCTV）中使用大量配角制作节目的概念。

## 背景
《辛普森一家》的故事发生在美国的一座虚构小镇春田镇（俄亥俄州，在第7季，麦及和利萨，因为一个游戏棋缺少零件，而打给生产商，在后来电话留言中，留下了他们在俄亥俄州的訊息）中，不过，没有任何地理上的坐标或与美国哪一州的联系可以让人们辨别出它的位置的。然而，爱好者们曾尝试通过小镇的特征、四周的地理情况以及临近的地标建筑等线索，去寻找现实中春田镇的位置；亦因如此，制片方开始刻意地将春田镇的地理位置变得模棱两可。在美国，“春田”（或Springfield）这个地名很常见，有超过一半以上的州份都有城市或小镇叫这个名字。春田镇周遭的地貌环境包括有海岸线、沙漠、广阔的农田及高山等；其实，只要是故事或笑料需要的，就会被创造出来。尽管如此，格勒宁亦曾说过，春田镇与他成长的城市俄勒冈州的波特兰有许多共同点。

## 主题
《辛普森一家》采用了与其预设一致的“情景喜剧”式的场景布置，以辛普森一家人在一座典型的美国小镇上的生活为中心。但是，作为一部动画片，《辛普森一家》的活动范围要大过一部普通的情景喜剧。在剧中，春田镇通常是角色们能探索到的最大范围。由于霍默在一座核电站工作，节目亦会对环境问题进行一些评论。通过对巴特和莉萨在春田镇小学度过的某一天进行描绘，编剧们能将一些教育领域的紧迫的或争议性的问题一一阐明。春田镇有着庞大的媒体阵容——从儿童频道到地方新闻，这让制片人得以对自己乃至整个娱乐业进行自嘲。
一些评论家们认为《辛普森一家》实质上是一齣政治节目，并容许左翼偏见的存在。阿尔·让在一次采访中承认了这一点：“我们（这部节目）有着自由主义的倾向”。编剧们经常会对一些进步性的观念表示赞赏；而且，节目裡也经常会开跨政治光谱的玩笑。《辛普森一家》将政府与大公司描绘成占尽普通工人便宜的无情实体。由此，编剧们经常会把权威塑造成不讨好的或负面的形象。在动画中，政客是腐败贪婪的，牧师洛夫乔伊对常去做礼拜的人来说是无关紧要的，而当地的警察部门更是懒惰无能的。在人權議題方面，編劇們也幾次觸及北京的敏感神經，2021年11月，迪士尼影音串流平台Disney+於香港推出時，被發現其中一集憑空消失，內容是主角一家造訪天安門；2023年2月，有一集提到中國的「強迫勞動營」，再次被香港Disney+串流服務移除。宗教也是一种循环讨论的主题。在出现危机后，辛普森一家人通常会求助于上帝；另外，节目还曾涉及过许多其他的主要宗教。

## 特点

### 片头

一幅沙发噱头的截图（经常出现在每一集的片头）

《辛普森一家》的片头是这部动画中最值得注意的标志之一。基本上每集动画都会以镜头从云端推进开始，随着节目标题的出现，春田镇映入眼帘。在片头中，逐一地展现了辛普森家庭中每人回家的镜头。当他们到家后，便会冲向沙发并坐下，然后开始看电视。片头由戴维·西尔弗曼制作，这是他在《辛普森一家》开映后接到的第一个任务。在格勒宁委托音乐家阿尔夫·克劳森创作一段怀旧风格的音乐后，阿尔夫于1989年作成了该系列富有特色的片头曲。花了阿尔夫两天时间来创作的这段音乐，后来成为了他作曲事业中最著名的作品。
《辛普森一家》的片头中最具特色的一点是，其中的某些片段会随着各集的不同而变换：大楼顶部的广告牌会更换内容；巴特被罚抄黑板的内容一直都在变化；莉萨用萨克斯管吹出的亦是不同的独奏（有时亦会使用不同的乐器，如竖琴、小提琴或大提琴等）；而一家人在进屋后奔向沙发时，各集的场景布置也不尽相同。

### 万圣节特辑
《辛普森一家》的万圣节特辑已经成为了一个年度的传统项目。1990年，第二季中首次播映了“Treehouse of Horror”，并确定了一集三段独立故事的万圣节特辑模式。在这些情节中，辛普森一家人往往会卷入一些恐怖、科幻或超自然的现象中，并经常对上述类型的著名作品进行戏仿或致以敬意。这些故事一般都发生在动画正常的连贯整体之外。尽管“树屋”系列通常都会在万圣节上映；但在近几年里，由于福克斯与美国职棒大联盟的世界大赛合约，新的部分会在万圣节过后才播放。

### 幽默
《辛普森一家》的节目中使用了大量口头禅式的名言，绝大多数的一级和二级角色至少都有一句这样的名言。其中较为著名的有霍默·辛普森的咕哝声“D'oh!”，伯恩斯先生的“Excellent...”以及纳尔逊·芒茨的“Ha-ha!”。巴特的一些名言，如出现在T恤衫上的“¡Ay, caramba!”、“Don't have a cow, man!”和“Eat my shorts!”等短语主要出现在早期的部分节目中。不过，当《辛普森一家》的商品变得流行后，巴特便很少使用后两个短语了（但在与《居家男人》第13季的一集当中巴特重新使用了"Eat my shorts!"这句口头禅，教会了斯图威这句话，但未曾想斯图威让欺负巴特的纳尔逊真的吃掉斯图威的短裤）。在新近的几季里，这些口头禅的使用有所下降。有一集“Bart Gets Famous”嘲弄了这种口头禅式的幽默：当巴特在小丑库斯提的节目上说了句“I didn't do it.”之后，他出名了。
《辛普森一家》的节目亦会采用为社会各层所熟知的文化典故，来制造幽默效果以吸引不同年龄阶段的观众。这样的典故往往来自于电影、电视、音乐、文学、科学与历史。无论何时，动画师们都会通过一些幽默的或不正确的招牌、报刊上的文字，将笑料融入动画的背景当中。观众一般都不会注意到这些视觉上的笑料。有些时候这些笑料甚至是一瞬即逝的，只有在观看录影时按下暂停才会发现它们。

### 恶搞
《辛普森一家》中恶搞过很多东西。例如：
甲壳虫乐队： 
1.S06E01中融化的甲壳虫乐队成员蜡像
2.Homer Simpson与其他四人组建的乐队影射甲壳虫
3.S27E01开头的专辑分别在恶搞With the Beatles,A Hard Day Night,Rubber Soul, Sgt. Pepper's Lonely Hearts Club Band(这是影射辛普森一家专辑The Yellow Album), Abbey Road

福斯傳媒集團： 
1.剧情中经常有人说「Fox Sucks!」(该死的福斯！）
2.二十六季最后一集展示的电子国旗有Fox标志。

## 联动
辛普森一家与许多动画有过联动，比如：恶搞之家（剧集：The Simpsons Guy）、飞出个未来（剧集：Simpsorama）、瑞克与莫蒂（剧集：S26E22片头沙发噱头）等。

## 文化影响

### 对语言的影响

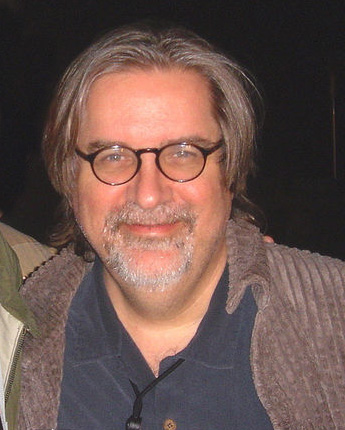
《辛普森一家》的创造者马特·格勒宁

有许多源于《辛普森一家》的新语已经进入了通俗的日常用语当中。语言资源联盟的理事马克·利伯曼曾评论道：“《辛普森一家》显然已经取代了莎士比亚和圣经，成为了我们文化中熟语、口头禅及其他原文典故的最主要来源”。《辛普森一家》中最著名的一句口头禅莫过于霍默生气时的咕哝声“D'oh!”，这个措词在现实世界中已经常见到足以让《牛津英语词典》收录的地步（但没有带d与o之间的撇号）。丹·卡斯泰拉内塔曾说，他从詹姆斯·芬利森那借来了这个短语，后者是一位早期的劳莱与哈台电影演员。芬利森的发音要比“D'oh!”更长且更带抱怨，但《辛普森一家》的导演要求卡斯泰拉内塔缩短这个短语；最后，“D'oh!”便成为这部动画中最著名的一个感叹词。
《辛普森一家》中的其他一些进入流行文化的短语还包括“excellent”（用伯恩斯式的阴险拖长语调的方式说出，有些像“eeeexcelllent…”），霍默的欢呼声“Woohoo!”以及纳尔逊·芒茨的嘲笑声“HA-ha!”； 在剧中，威利校管曾把法国人骂作是“猛吃奶酪的投降猴子”；而当2003年发动伊拉克战争的提议被法国反对后，美国保守派杂志《国民评论》的专栏作家乔纳·戈德堡便使用了这个短语来嘲讽法国人，这个短语于是迅即地在记者中传播开来。“Lisa the Iconoclast”中使用的“Cromulent”一词后来出现在《韦伯斯特新千年英语词典》当中。“Bart the Genius”一集中巴特在Scrabble游戏中自创的“Kwyjibo”一词，后来被梅丽莎蠕虫的一位编写者用作自己的化名。“Deep Space Homer”中肯特·布罗克曼使用的“I, for one, welcome our new insect overlords”（我，作为个人来说，欢迎我们新的昆虫统治者），这个被称作“统治者迷因”的短语后来渗进了流行文化当中，被用于各种事件的描写。布罗克曼的这个短语被改编成了多个版本，通常被用于进行嘲讽或幽默的目的。在一些媒体中也有使用，如《新科学家》杂志。另外，表示轻蔑语气的词语“Meh”亦因该动画而闻名。

### 对电视的影响
《辛普森一家》是1970年代动画系列《等你爸回家》之后的第一部在黄金时段获得成功的动画节目。在1980年代的很长一段时间中，评论家们都认为动画节目只适合于儿童观看，而要让一出动画节目达到能在黄金时段播出的质量会耗费太多的预算。后来，《辛普森一家》改变了这一观点。将制作内插图、上色及最终成片的工序交由韩国的动画工作室完成，让节目的预算得以节省。《辛普森一家》的成功及其较低的预算花费，促使电视网在其他一些动画系列上的态度发生了改变。这在后来促成了1990年代动画节目的繁荣：一大批新的动画节目陆续在黄金时段上亮相，如《南方公园》、《居家男人》、《山丘之王》、《飞出个未来》及《评论家》。《南方公园》里甚至还专门有一集“Simpsons Already Did It”来向《辛普森一家》致敬。
《辛普森一家》还对《马尔科姆的一家》这类真人节目产生过影响，后者开播于2000年1月9日，播放时段处在《辛普森一家》播放后剩下的空档。《马尔科姆的一家》的一大特色是其中大量使用了类似《辛普森一家》的视觉喜剧，且该剧亦没有像大多数情景喜剧那样使用罐头笑声。据里奇·热尔韦所说，他编导的英国喜剧《办公室》主要是受到了《辛普森一家》的影响，该剧同样没有使用罐头笑声。

## 评论与成就

### 奖项

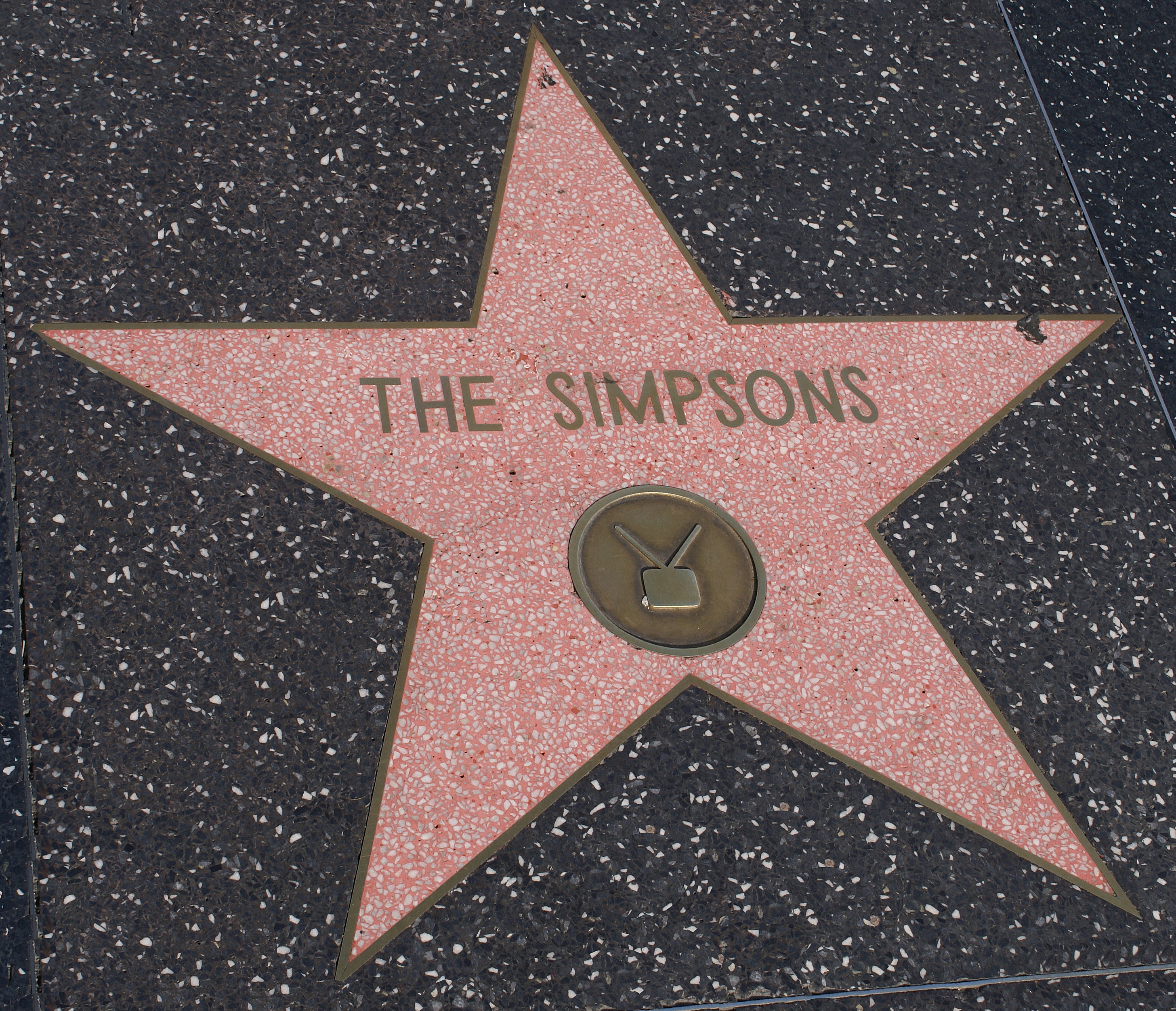
《辛普森一家》在好莱坞星光大道上的星星

从作为一部电视剧制播以来，《辛普森一家》赢取了大量的奖项；其中包括24次艾美奖、26次安妮奖与1次皮博迪奖。在《时代》在1998年的一期杂志上公布的20世纪艺术与娱乐业的最伟大成就当中，将《辛普森一家》列为20世纪最优秀的电视剧作品。在同一期杂志里，《时代》还将巴特·辛普森列入了年度《时代一百人》当中，将他评为20世纪最具影响力的一百位人物之一。巴特是该名单中唯一的一位虚构人物。2000年1月14日，《辛普森一家》登上了好莱坞的星光大道。同样在2000年，《娱乐周刊》杂志的电视评论家肯·塔克将《辛普森一家》称作是1990年代最伟大的电视节目。英国第四台的观众们曾在两次投票评选中将《辛普森一家》评为第一名：一次是2001年的100部最伟大的儿童电视节目评选，另一次是2005年的100部最伟大的卡通节目评选；此外，在2001年的100位最伟大电视角色的评选当中，霍默·辛普森亦被评为第一名。2007年，《娱乐周刊》在“50个最伟大的电视偶像”中将霍默·辛普森列为第九位。2002年，在《电视指南》史上最伟大的50部电视节目评选中，《辛普森一家》位列第八，在2007年，在《时代》的“史上最优秀的100部电视节目”列表中亦包括有《辛普森一家》。

### 成就
1997年2月9日，在“The Itchy & Scratchy & Poochie Show”成功播出后，《辛普森一家》超越了《摩登原始人》成为了美国电视史上最长寿的黄金时段动画系列。2004年，《辛普森一家》取代了《奥兹和哈里特的冒险》（1952－1966）成为了美国最长寿的情景喜剧类（动画或真人）节目。2004年10月，《史酷比》（Scooby-Doo）暂时取代了《辛普森一家》，成为了美国电视史上集数最多的动画节目。但是，电视网的管理层在2005年4月取消了播映了371集的《史酷比》，因此，在十七季结束时已达378集的《辛普森一家》再次夺回了该头衔。2007年5月，《辛普森一家》在第十八季结束时成功抵达了400集的里程碑。虽然《辛普森一家》保持着美国集数最多动画片的纪录，但它并不是世界纪录的保有者。譬如，日本动画节目《海螺小姐》（サザエさん，Sazae-san）的播映集数已逼近2,000集。
2007年是辛普森系列的20周年纪念。在它的第19年里（2007－2008），《辛普森一家》与二十季的《荒野大镖客》仅隔一季之遥，后者是美国黄金时段季数最多电视剧的纪录保持者。但是，635集《荒野大镖客》依然在集数上远远领先于《辛普森一家》；如果按照正常的节目规划计算，《辛普森一家》必须播放到第29季才能从集数上超越它。

### 对品质下降的批评
许多年来，对《辛普森一家》新作品的评价一般都会赞扬它的风趣、现实主义及才智。但是，从1990年代中期开始，对该节目进行评论的语气和重点开始有所改变。部份评论家开始认为这部系列“陈旧了”。到了2000年，一些长期的影迷们从沉迷中清醒过来，开始指出《辛普森一家》的情节已经不再围绕着角色展开，而是变成了在愚蠢动作上的过度诠释。
2003年，为了庆祝该剧第300集“Barting Over”的播出，《今日美国》发表了两篇与《辛普森一家》有关的文章：一篇是辛普森档案影迷网站挑选出的10集最好节目列表，另一篇是由《辛普森一家》自己的编剧挑选出的15集最好节目列表。影迷列表上最新的一集是1997年的“Homer's Phobia”；而《辛普森一家》编剧挑选出的最新一集是2000年的“Behind the Laughter”。2004年，哈里·希勒对他感觉到的节目下降的质量进行了批评：“我认为最后三季是做得最差的，因此现在对我来说第四季已经是非常好的了。”
尽管有着这样的一些批评，《辛普森一家》依旧保持着大量的观众基数，而且还在吸引新的影迷。不过，与第一季在美国平均每集有1,340万观众的收视率相比，《辛普森一家》在第十七季时的收视观众数量已下降到了平均每集920万观众。在2006年4月接受的一次采访中，马特·格勒宁曾说：“诚然，我不愿意看到任何一种结束的方式。我觉得这部节目将来可能会成为财政上的负担……但是在现在，这个节目依然富有创意，我觉得，这一点与以前一样好甚至更好。这部动画是那么惊人地详实且富有想象力，而且其中的那些故事也做着我们从未做过的事。因此创造性地说，还没有什么理由可以让它退出。”

## 商品
《辛普森一家》的流行使它自己成为了一个价值十亿美元的商品工业。从T恤衫到海报，四处都可以看到辛普森一家人及许多配角的形象。2007年4月24日，奥兰多环球影城与好莱坞环球影城引进了“辛普森模拟器”，按日程将于2008年春天向公众开放。有许多棋盘游戏都有着《辛普森一家》的特别版，其中包括《妙探尋兇》、《Scrabble》、《大富翁》、《Operation》与《游戏人生》；此外，还有一些冷知识游戏如《What Would Homer Do?》与《Simpsons Jeopardy!》。与《辛普森一家》相关的纸牌游戏则有“trump cards”与“The Simpsons Trading Card Game”。
在播映之后，与辛普森相关的出版物层出不穷。从1993年开始，邦漫画已出版了9本《辛普森一家》的连环漫画册。在英国，《辛普森一家》与《巴特·辛普森》的连环画还被再版，并在相同的标题下加入了邦戈漫画出版其他系列。此外，还有许多像每集向导这类的相关书籍出版。
系列中使用过的原声音乐亦被收录成辑，发表在《Songs in the Key of Springfield》与《Go Simpsonic with The Simpsons》两张专辑中。同时，有一些在单曲或专辑上发表的曲子从未在动画里出现过。最著名的一首与迈克尔·杰克逊合作写成的单曲“Do the Bartman”达成了国际性的成功，曾登上英国单曲排行榜榜首达三周之久，并曾被英国唱片产业协会（BPI）评为金奖。在英国，“Deep, Deep Trouble”作为“Do The Bartman”的续曲发布。专辑《The Simpsons Sing the Blues》与《The Yellow Album》中包含有一些曲子及原声的转录版本。

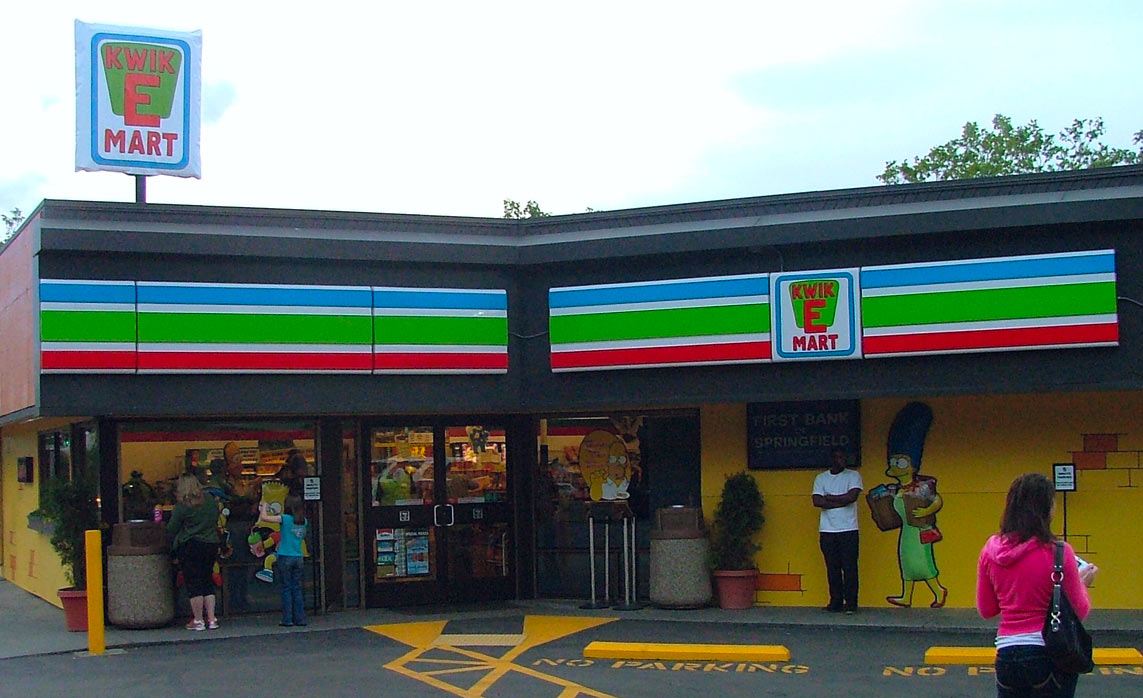
西雅图的一间7-Eleven商店被改造成了Kwik-E-Mart的样式，以给《辛普森一家大电影》作宣传

为了宣传《辛普森一家大电影》，有12家7-Eleven商店被改造成了“Kwik-E-Mart”的样式并销售《辛普森一家》的相关产品。其中包括“Buzz可乐”、“库斯提－O”荞麦、洒着糖粒的粉红色甜甜圈以及“Squishees”（一种类似思乐冰的饮料）。

### DVD
《辛普森一家》的许多集动画都已被制成DVD和录像带出售。发售于2001年的第一季DVD，很快便成为了史上销量最好的电视DVD产品，尽管在后来该纪录为《查普尔秀》的第一季所破。目前，第一至十季已在美国（一区）、欧洲（二区）及澳大利亚／新西兰／拉丁美洲（四区）发售。

### 电子游戏
《辛普森一家》的角色与春田镇的世界很快地便被电子游戏工业搬入了游戏中。早期的一些游戏包括科乐美街机版的《辛普森一家》与Acclaim娱乐的《辛普森一家：巴特与太空异种》（1991）。较新的游戏有《辛普森一家：疯狂大道》（2001）、《辛普森一家：横冲直撞》（2003）与《辛普森一家》（2007）。另外，共制造过两种辛普森乒乓机；一种上市于第一季完结后不久，另一种至今仍可买到。 。此外還有手機遊戲《辛普森家庭：Springfield》可免費下載

## 电影
二十世纪福克斯、Gracie Films与Film Roman共同制作了《辛普森一家》的动画电影版本，并于2007年7月27日正式发布。该电影由长期为《辛普森一家》制片的戴维·西尔弗曼导演，由马特·格勒宁、詹姆斯·L·布鲁克斯、阿尔·让、乔治·迈耶、迈克·赖斯、约翰·斯沃茨韦尔德、乔恩·维蒂、戴维·米尔金、迈克·斯库利、马特·塞尔曼与伊恩·马克斯通-格雷厄姆组成《辛普森一家》编剧小组编剧。制作电影的同时，电视剧的制作仍然在继续进行着；而没有理会长久以来认为的电影只能在系列完结后拍摄的主张。从《辛普森一家》早期的几季开始，是否会制作长篇电影便是一个长期讨论的话题。詹姆斯·L·布鲁克斯起初认为“Kamp Krusty”这集的故事适合做成电影，但在将剧本扩充为长篇时遭遇了一些困难。在很长的一段时期里，缺少合适的故事及已经十分忙碌的编剧小组这样的困难，拖延了制作电影的计划。
在经过福克斯与《今日美国》的评选后，佛蒙特州的春田小镇充当了该部电影的世界背景。《辛普森一家大电影》在美国的首周末票房收入达到7,400万美元，拿下了当时的票房榜冠军，并打破了基于电视剧改编电影之首周末票房的最高纪录，此纪录先前由《谍中谍2》保持。《大电影》亦拿下了首周末世界票房收入的冠军，在71个地区的放映中收入总量高达9,600万美元——其中在英国的票房收入为2,780万美元，这让《大电影》成为了福克斯在英国首周末票房收入第二高的电影。在澳大利亚，电影版的票房达到了1,320万澳元，成为了该国首周末票房收入第一高的动画电影，及首周末票房收入第三高的电影。截至2007年12月17日，该部电影在全世界的票房收入已达525,495,894美元。

## 海外播出
此剧在台灣以中文配音播出時，讽刺美国现状的題材被更换为為惡搞台灣當今時事和名人。

### 引用
1. 1 2 3  BBC.  (DVD). UK: 20th Century Fox. 2000.
2. 1 2  Richmond, p. 14
3. ↑  Seidman, Robert. . TV By the Numbers. 2011-06-23  [2011-06-23]. （原始内容存档于2016-03-04）.
4. ↑  Goldman, Eric. . IGN. 2011-05-24  [2011-06-18]. （原始内容存档于2012-06-29）.
5. ↑  Andreeva, Nellie. . Deadline. 2021-03-03  [2023-03-28]. （原始内容存档于2021-08-14） （美国英语）.
6. ↑  January 26, Dan Snierson; EST, 2023 at 02:36 PM. . EW.com.   [2023-03-28]. （原始内容存档于2023-09-26） （英语）.
7. ↑  January 26, Dan Snierson; EST, 2023 at 02:36 PM. . EW.com.   [2023-03-28]. （原始内容存档于2023-09-26） （英语）.
8. ↑  . The A.V. Club. 2015-02-16  [2023-03-28]. （原始内容存档于2015-09-04） （英语）.
9. 1 2 3  Owen, Rob. . Pittsburgh Post-Gazette. 2003-01-21  [2006-12-19]. （原始内容存档于2012-01-11）.
10. 1 2  Folkard, Claire. . Bantam USA. 2006. ISBN 978-0-553-58906-1.
11. ↑  Groening, Matt. .  與David Bianculli的访谈. 2003-02-14  [2007-08-08].  National Public Radio. WHYY. Philadelphia. （原始内容存档于2012-09-06）.
12. ↑  Kuipers, Dean. . Los Angeles: City Beat. 2004-04-15  [2006-09-01]. （原始内容存档于2006-07-17）.
13. 1 2  Tucker, Ken. . Entertainment Weekly. 1993-03-12: 48(3).
14. ↑  "Simpsons Roasting on an Open Fire" The Simpsons.com. Retrieved on February 5, 2007
15. ↑  Groening, Matt.  (DVD). 20th Century Fox. 2001.
16. 1 2  . ClassicTVHits.com.   [2006-07-03]. （原始内容存档于2015-05-12）.
17. 1 2  Rabin, Nathan. . 影音俱樂部. 2006-04-26  [2006-10-22]. （原始内容存档于2006-10-25）.
18. ↑  Spotnitz, Frank. . Entertainment Weekly. 1992-10-23: 8(1).
19. ↑  Turner, p. 131
20. ↑  Rosenbaum, Martin. . BBC News. 2007-06-29  [2007-08-06]. （原始内容存档于2012-03-13）.
21. 1 2 3 4  Griffiths, Nick. . The Times Magazine. 2000-04-15: 25, 27–28.
22. ↑  Dan Snierson. . Entertainment Weekly.   [2007-10-21]. （原始内容存档于2014-08-01）.
23. ↑  Cagle, Daryl. . MSNBC.   [2005-11-30]. （原始内容存档于2005-11-30）.
24. ↑  Mitchell, Gail. . Ultimate TV. 1999-01-24.
25. 1 2  Owen, David. . The New Yorker. 2000-03-13.
26. ↑  Nixon, Geoff. . The Silhouette. 2004-03-04.
27. ↑  Turner, p. 21
28. ↑  McGinty, Stephen. . Scotsman. 2005-01-04  [2007-08-10]. （原始内容存档于2006-05-16）.
29. ↑  . BBC News. 2004-12-23  [2006-12-29]. （原始内容存档于2009-02-01）.
30. ↑  Azaria, Hank. .  與Terry Gross的访谈. 2004-12-06  [2007-08-15].  National Public Radio. WHHY. Philadelphia. （原始内容存档于2008-04-19）.
31. ↑  Groening, Matt; James L. Brooks, David Silverman.  (DVD). 20th Century Fox. 2001.
32. ↑  Groening, Matt; Jay Kogen, Wallace Wolodarsky, Al Jean, David Silverman.  (DVD). 20th Century Fox. 2002.
33. 1 2 3 4 5 6  Richmond, pp. 178–179
34. ↑  O'Niel, Tom. . The Envelope. 2006-07-20  [2007-08-10]. （原始内容存档于2007-12-22）.
35. ↑  McCann, Jesse L.; Matt Groening. . Harper Collins Publishers. : p. 117 [2002]. ISBN 0-06-050592-3.
36. ↑  Finley, Adam. . TV Squad. 2006-06-20  [2007-08-10]. （原始内容存档于2009-07-15）.
37. ↑  Turner, p. 393
38. 1 2  . FoxFlash.   [2007-10-21]. （原始内容存档于2007-12-17）.
39. ↑  Doherty, Brian. . Mother Jones. March/April 1999.
40. ↑  McGinnis, Rick. . metro. 2004-08-09.
41. ↑  Kay, Jonathan. . Saturday Night Magazine. 2000-09-09  [2007-08-07]. （原始内容存档于2008-02-10）.
42. ↑  El-Rashidi, Yasmine. . Pittsburgh Post-Gazette. 2005-10-14  [2007-08-07]. （原始内容存档于2012-01-22）.
43. ↑  李昀澔. . 台灣醒報. 2014-01-14  [2014-07-31]. （原始内容存档于2021-05-09）.
44. ↑  张筠青; 王凡. . 德国之声. 2020-06-27.
45. 1 2 3 4 5  Deneroff, Harvey. . Animation Magazine, Vol. 14, #1. January 2000: 10, 12.
46. ↑  Elber, Lynn. . Associated Press. 2001-08-05.
47. ↑  . Los Angeles Times. 1992-01-21.
48. ↑  Groening, Matt; Al Jean, Jeffrey Lynch, Mike Reiss, David Silverman.  (DVD). 20th Century Fox. 2004.
49. ↑  Grala, Alyson.  (PDF). License Mag. : p. 14  [2007-08-11]. （原始内容 (PDF)存档于2007-09-25）.
50. 1 2  Turner, p. 28
51. ↑  Turner, pp. 289–290
52. ↑  . US Geological Survey.   [2007-06-05]. （原始内容存档于2008-06-21）.
53. ↑  Turner, p. 30
54. ↑  Hamilton, Don. . Portland Tribune. 2002-07-19  [2007-08-04]. （原始内容存档于2009-12-01）.
55. ↑  Turner, p. 55
56. ↑  Turner, p. 388
57. ↑  Turner, pp. 221–222
58. ↑  “We [the show] are of liberal bent.”
59. 1 2  Turner, p. 223
60. ↑  Turner, p. 224
61. ↑  Turner, p. 56
62. ↑  . 自由時報. 2021-11-29  [2023-02-11]. （原始内容存档于2023-02-11）.
63. ↑  . 自由時報. 2023-02-07  [2023-02-11]. （原始内容存档于2023-05-08）.
64. ↑  Pinsky, Mark I. . Orlando Sentinel. 1999-08-15.
65. 1 2  . BBC.   [2007-08-01]. （原始内容存档于2014-09-04）.
66. ↑  Glionna, John M. . Danny Elfman's Music For A Darkened People. 1999  [2006-07-03]. （原始内容存档于2011-10-01）.
67. ↑  Richmond, pp. 90–91
68. ↑  Martyn, Warren; Wood, Adrian. . BBC. 2000  [2007-11-09]. （原始内容存档于2014-09-04）.
69. ↑  Turner, p. 31
70. ↑  Ryan, Andrew. . The Globe and Mail. 2006-11-04: p. 12.
71. ↑  Turner p. 60
72. ↑  Turner p. 25
73. ↑  Turner p. 61
74. 1 2  Turner pp. 63–65
75. 1 2  Turner p. 62
76. ↑  Bahn, Christopher; Donna Bowman, Josh Modell, Noel Murray, Nathan Rabin, Tasha Robinson, Kyle Ryan, Scott Tobias. . 影音俱樂部. 2006-04-26  [2006-07-03]. （原始内容存档于2006-07-05）.
77. ↑  . BBC News. 2001-06-14  [2006-12-24]. （原始内容存档于2002-12-03）.
78. ↑  Simon, Jeremy.  (Interview). The Daily Northwestern. 1994-02-11.
79. ↑  Younge, Gary; Jon Henley. . Guardian Unlimited. 2006-07-07  [2006-08-05]. （原始内容存档于2006-09-04）.
80. ↑  lookup （页面存档备份，存于） via reference.com
81. ↑  Vitti, Jon.  (DVD). 20th Century Fox. 2001.
82. ↑  Turner, p. 300
83. ↑  . New Scientist magazine.   [2007-10-14]. （原始内容存档于2016-04-13）.
84. ↑  Michael Hann. . The Guardian. 2007-03-05  [2007-10-14]. （原始内容存档于2008-05-21）.
85. ↑  Alberti, p. xii.
86. ↑  Richard Corliss. . TIME. 2007-07-29  [2007-08-01]. （原始内容存档于2012-06-29）.
87. ↑  Wallenstein, Andrew. . Media Life Magazine.   [2006-07-03]. （原始内容存档于2007-09-30）.
88. ↑  Schuchardt, Richard. . DVDActive.com.   [2006-12-20]. （原始内容存档于2006-10-28）.
89. ↑  . Annie Awards.   [2007-10-16]. （原始内容存档于2012-06-29）.
90. ↑   (PDF). Peabody.uga.edu.   [2006-10-15]. （原始内容 (PDF)存档于2011-07-26）.
91. ↑  Citation
92. ↑  Corliss, Richard. . TIME. 1998-06-08  [2006-07-03]. （原始内容存档于2007-05-29）.
93. ↑  . Entertainment Weekly.   [2007-11-15]. （原始内容存档于2016-01-30）.
94. ↑  . TV Guide. 2002-05-04.
95. ↑  . TIME.   [2007-01-10]. （原始内容存档于2009-02-26）.
96. ↑  . BBC. 2004-10-25  [2006-08-21]. （原始内容存档于2016-04-06）.
97. 1 2  Andy Vineberg. . PhillyBurbs.com. 2007-11-15  [2007-11-17]. （原始内容存档于2008-12-16）.
98. ↑  Remington, Bob. . TV Times (Calgary Herald). 1990-10-26: 10.
99. ↑  Suellentrop, Chris. . Slate. 2003-02-12  [2006-07-03]. （原始内容存档于2012-06-01）.
100. ↑  Weinman, Jaime J. . Salon.com. 2000-01-24  [2006-07-03]. （原始内容存档于2006-08-18）.
101. ↑  Bonné, Jon. . MSNBC. 2000-09-02  [2001-01-05]. （原始内容存档于2001-01-05）.
102. ↑  Paakkinen, Jouni. . USA Today. 2003-02-06  [2006-07-03]. （原始内容存档于2012-07-15）.
103. ↑  . USA Today. 2003-02-06  [2006-07-03]. （原始内容存档于2006-05-27）.
104. ↑  Leggett, Chris. . UK Teletext. 2004-08-04. I rate the last three seasons as among the worst, so Season Four looks very good to me now.
105. ↑  Mahan, Colin. . TV.com. 2006-05-26  [2006-07-03].[]
106. 1 2  Rabin, Nathan. . A.V. Club. 2006-04-26  [2006-10-27]. （原始内容存档于2007-06-23）.
107. ↑  Adalian, Josef. . Variety. 2007-04-24  [2007-08-06]. （原始内容存档于2007-04-27）.
108. ↑  Sexton, Timothy. . Associated Content. 2005-08-30  [2006-07-03]. （原始内容存档于2007-05-24）.
109. ↑  Shutt, Craig. . MSNBC.   [2007-07-08]. （原始内容存档于2007-07-08）.
110. ↑  Bird, Brad; Matt Groening.  (DVD). 20th Century Fox. 2002.
111. ↑  . Official Chart Company.   [2007-08-01]. （原始内容存档于2008-12-17）.
112. ↑  . BPI.   [2007-08-01]. （原始内容存档于2008-05-25）.
113. ↑  . Fox News. 2007-07-01  [2007-07-03]. （原始内容存档于2007-07-04）.
114. ↑  Lambert, David. . TVshowsonDVD.com. 2004-09-19  [2006-07-03]. （原始内容存档于2007年8月15日）.
115. ↑  DVD release dates （页面存档备份，存于） at TVShowsOnDVD.com. Retrieved on June 7, 2006.
116. ↑  . Stern Pinball, Inc.   [2007-08-12]. （原始内容存档于2012-08-01）.
117. 1 2 3  Fleming, Michael. . Variety.com. 2006-04-02  [2006-07-03]. （原始内容存档于2012-10-15）.
118. ↑  Groening, Matt; Al Jean, Mark Kirkland, David Silverman.  (DVD). 20th Century Fox. 2004.
119. ↑  . BBC News. 2007-07-21  [2007-07-22]. （原始内容存档于2007-08-18）.
120. ↑  . Box Office Mojo.   [2007-07-29]. （原始内容存档于2014-10-09）.
121. ↑  Joshua Rich. . Entertainment Weekly.   [2007-07-30]. （原始内容存档于2014-07-09）.
122. ↑  Frank Segers. . Reuters. 2007-07-29  [2007-07-30]. （原始内容存档于2007-12-13）.
123. ↑  Patrick Kolan. . IGN. 2007-07-30  [2007-07-31]. （原始内容存档于2007-09-07）.
124. ↑  . Box Office Mojo.   [2007-12-17]. （原始内容存档于2009-06-17）.

## 延伸阅读
- Brown, Alan; Chris Logan. . 2006. ISBN 978-1-932100-70-9.
- Gray, Jonathan. . 2006. ISBN 978-0-415-36202-3.
- Irwin, William; Mark T. Conrad; Aeon Skoble (eds.) (1999). The Simpsons and Philosophy: The D'oh! of Homer. Chicago: Open Court. ISBN 978-0-8126-9433-8.
- Keller, Beth L. . Regent University. 1992. ISBN 978-0-8126-9433-8.
- Keslowitz, Steven. . Hats Off Books. 2003. ISBN 978-1-58736-253-8.
- Pinsky, Mark I. . 2002. ISBN 978-0-664-22419-6.
- Pinsky, Mark I.; Samuel F. Parvin. . 2002. ISBN 978-0-664-22590-2.